# Tynemouth

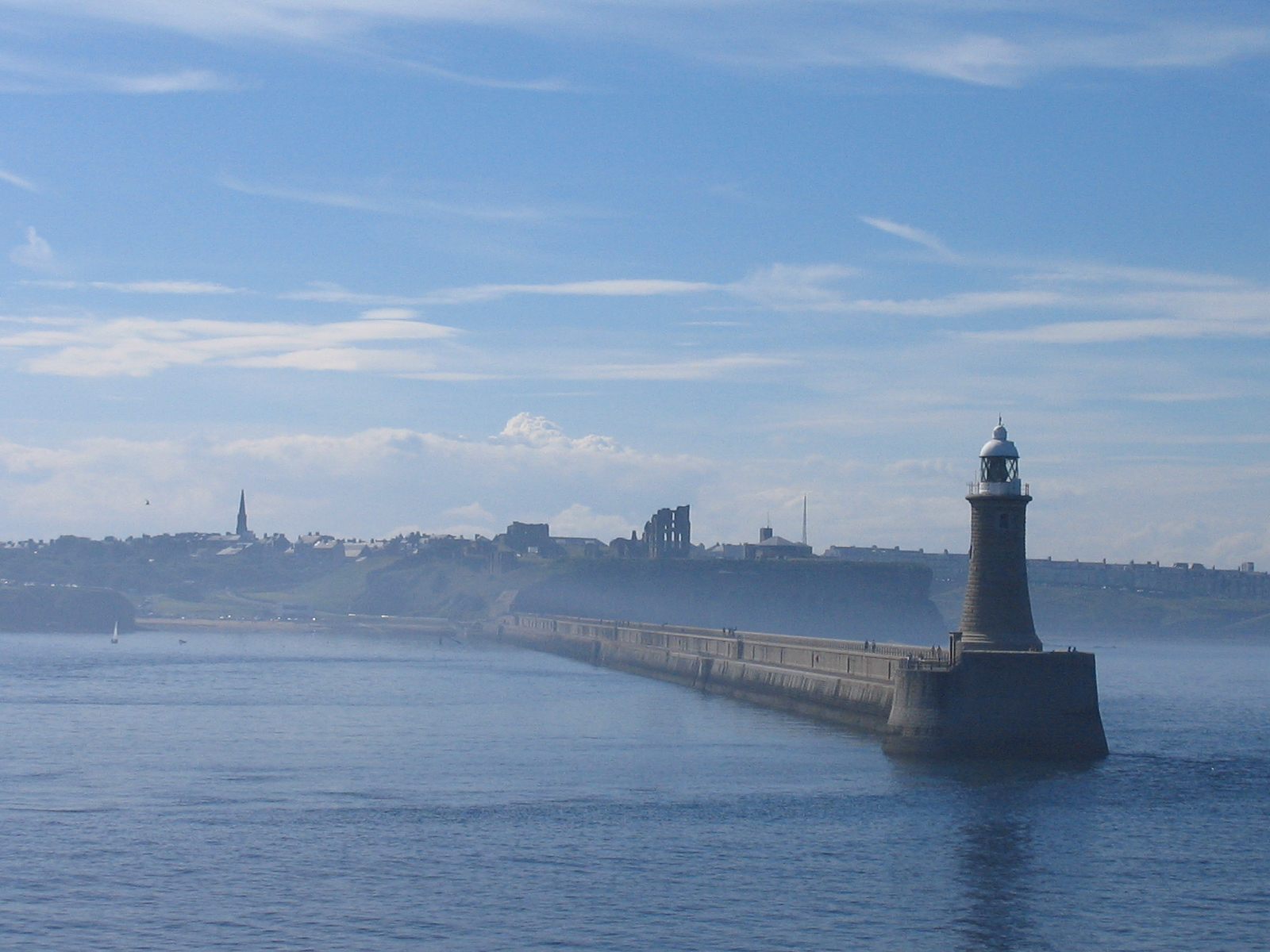
widok na laternie morską w Tynemouth oraz na miasto

Tynemouth – miasto portowe w północno-wschodniej Anglii, w hrabstwie Tyne and Wear, w dystrykcie metropolitalnym North Tyneside, położone przy ujściu rzeki Tyne do Morza Północnego, część aglomeracji Tyneside. W 2001 roku liczyło 17 056 mieszkańców. 
W mieście rozwinął się przemysł rybny, stoczniowy, chemiczny, meblarski oraz włókienniczy.